# Alojs Andricki
Alojzy Andricki, właśc. górnołuż. Alojs Andricki (ur. 2 lipca 1914 w Radworze, zm. 3 lutego 1943 w KL Dachau) – błogosławiony i męczennik Kościoła katolickiego, serbołużycki ksiądz rzymskokatolicki, przeciwnik narodowego socjalizmu. Zamordowany w niemieckim obozie koncentracyjnym, beatyfikowany 13 czerwca 2011.

## Życiorys
Alojs Andricki urodził się w Radworze na Górnych Łużycach w wielodzietnej rodzinie Jana i Magdaleny z domu Cyž. Jego ojciec był nauczycielem i kierownikiem szkoły ludowej w Radworze. Jego stryjem był ksiądz Mikławš Andricki, serbołużycki działacz społeczno-kulturalny.
10 czerwca 1928 w Radworze otrzymał sakrament bierzmowania udzielony przez bpa Christiana Schreibera i przyjął imię Stanisław. Uczęszczał do katolickiego gimnazjum w Budziszynie, w którym w 1934 zdał z wyróżnieniem maturę. W latach 1934–1937 studiował teologię w Akademii Teologiczno-Filozoficznej w Paderbornie. 30 lipca 1939 otrzymał święcenia kapłańskie z rąk bpa Petrusa Legge w Katedrze św. Piotra w Budziszynie i został skierowany do pracy w Katedrze św. Trójcy w Dreźnie.
21 stycznia 1941 został aresztowany, a 15 sierpnia uznany za winnego działań przeciw NSDAP i III Rzeszy, i przewieziony do niemieckiego obozu koncentracyjnego KL Dachau. 3 lutego 1943 ksiądz Alojs został zamordowany zastrzykiem z fenolem.
Urnę z prochami Alojsa Andrickiego złożono 15 kwietnia 1943 na starym cmentarzu katolickim przy Friedrichstraße w Dreźnie.

## Patronat
Ksiądz Andricki jest patronem polskiej szkoły podstawowej w Rząsinach. Jego imieniem nazwano ulice w Budziszynie, Dreźnie i Radworze.

## Proces beatyfikacyjny
2 lipca 1998 biskup Joachim Reinelt rozpoczął proces informacyjny do beatyfikacji kapłana Andrickiego, na szczeblu lokalnym proces beatyfikacyjny został zakończony 22 marca 2001, a cała dokumentacja przesłana do Rzymu. 5 lutego 2011 urny z prochami księży Alojsa Andrickiego, Alojsa Scholze i Bernharda Wenscha zamordowanych przez nazistów zostały uroczyście przeniesione z cmentarza przy Friedrichstraße do Katedry św. Trójcy w Dreźnie. 13 czerwca 2011 w drezdeńskiej katedrze ksiądz Alojs Andricki został ogłoszony pierwszym błogosławionym Serbołużyczaninem.